# Équipe du Cameroun de football à la Coupe du monde 2010
Cet article relate le parcours de l’Équipe du Cameroun de football lors de la Coupe du monde de football 2010 organisée en Afrique du Sud du 11 juin au 11 juillet 2010.
Après un échec lors de la dernière Coupe d'Afrique, les Camerounais sont une nouvelle fois décevants lors du mondial 2010 en étant éliminé au premier tour avec 3 défaites (0-1 contre le Japon, 1-2 contre le Danemark et 1-2 contre les Pays-Bas). Beaucoup de critiques sont émises à l'encontre de Paul Le Guen de la part des médias camerounais et même certains médias français (l'After Foot sur BFM TV notamment), à cause de certains de ses choix dans les différentes compositions d'équipe comme avoir placé Eto'o dans un rôle d'ailier droit, ne pas titulariser Alexandre Song, Achille Emana et Geremi Njitap, mettre Idriss Carlos Kameni sur le banc au profit d'un gardien moins fort Souleymanou Hamidou ou encore placer Stéphane Mbia en tant que défenseur droit.
Après des débuts prometteurs avec le Cameroun, le bilan de Le Guen est catastrophique avec 5 défaites en 7 matchs lors des deux compétitions majeures.

## Effectif
| Numéro / Nom       | Numéro / Nom             | Équipe actuelle        | Date de naissance | J.              | Buts            |                 |                 |                 |
| Gardiens de but    | Gardiens de but          | Gardiens de but        | Gardiens de but   | Gardiens de but | Gardiens de but | Gardiens de but | Gardiens de but | Gardiens de but |
| ------------------ | ------------------------ | ---------------------- | ----------------- | --------------- | --------------- | --------------- | --------------- | --------------- |
| 1                  | Carlos Idriss Kameni     | Espanyol Barcelone     | 18 février 1984   | 0               | 0               | 0               | 0               | 0               |
| 16                 | Souleymanou Hamidou      | Kayserispor            | 22 novembre 1973  | 2               | 0               | 0               | 0               | 0               |
| 22                 | Guy Roland Ndy Assembe   | Valenciennes FC        | 28 février 1986   | 0               | 0               | 0               | 0               | 0               |
| Défenseurs         |                          |                        |                   |                 |                 |                 |                 |                 |
| 12                 | Gaëtan Bong              | Valenciennes FC        | 25 avril 1988     | 0               | 0               | 0               | 0               | 0               |
| 8                  | Geremi Njitap            | Ankaragücü             | 20 décembre 1978  | 2               | 0               | 0               | 0               | 0               |
| 4                  | Rigobert Song            | Trabzonspor            | 1er juillet 1976  | 0               | 0               | 0               | 0               | 0               |
| 3                  | Nicolas Nkoulou          | AS Monaco              | 27 mars 1990      | 2               | 0               | 1               | 0               | 0               |
| 2                  | Benoît Assou-Ekotto      | Tottenham              | 24 mars 1984      | 2               | 0               | 0               | 0               | 0               |
| 5                  | Sébastien Bassong        | Tottenham              | 9 juillet 1986    | 2               | 0               | 0               | 0               | 0               |
| 14                 | Aurélien Chedjou         | Lille OSC              | 20 juin 1985      | 0               | 0               | 0               | 0               | 0               |
| 19                 | Stéphane Mbia            | Olympique de Marseille | 20 mai 1986       | 2               | 0               | 0               | 0               | 0               |
| Milieux de terrain |                          |                        |                   |                 |                 |                 |                 |                 |
| 6                  | Alexandre Song           | Arsenal FC             | 9 septembre 1987  | 1               | 0               | 0               | 0               | 0               |
| 18                 | Eyong Enoh               | Ajax Amsterdam         | 23 mars 1986      | 2               | 0               | 0               | 0               | 0               |
| 11                 | Jean II Makoun           | Olympique lyonnais     | 29 mai 1983       | 2               | 0               | 0               | 0               | 0               |
| 20                 | Georges Mandjeck         | FC Kaiserslautern      | 9 décembre 1988   | 0               | 0               | 0               | 0               | 0               |
| 21                 | Joel Matip               | Schalke 04             | 8 août 1991       | 1               | 0               | 0               | 0               | 0               |
| 7                  | Landry N'Guémo           | Celtic Glasgow         | 28 novembre 1985  | 0               | 0               | 0               | 0               | 0               |
| 10                 | Achille Emana            | Betis Séville          | 5 juin 1982       | 2               | 0               | 0               | 0               | 0               |
| Attaquants         |                          |                        |                   |                 |                 |                 |                 |                 |
| 9                  | Samuel Eto'o             | Inter Milan            | 10 mars 1981      | 2               | 2               | 0               | 0               | 0               |
| 17                 | Mohammadou Idrissou      | SC Fribourg            | 8 mars 1980       | 2               | 0               | 0               | 0               | 0               |
| 15                 | Achille Webo             | Real Majorque          | 20 janvier 1982   | 2               | 0               | 0               | 0               | 0               |
| 13                 | Eric-Maxim Choupo-Moting | FC Nuremberg           | 23 mars 1989      | 1               | 0               | 0               | 0               | 0               |
| 23                 | Aboubakar Vincent        | Valenciennes FC        | 22 janvier 1992   | 1               | 0               | 0               | 0               | 0               |
| Sélectionneur      |                          |                        |                   |                 |                 |                 |                 |                 |
|                    | Paul Le Guen             |                        | 1er mars 1964     |                 |                 |                 |                 |                 |
| Réserve            |                          |                        |                   |                 |                 |                 |                 |                 |
| Non communiquée    |                          |                        |                   |                 |                 |                 |                 |                 |
| Blessé             |                          |                        |                   |                 |                 |                 |                 |                 |
| A                  | Jacques Zoua             | FC Bâle                | 6 septembre 1991  |                 |                 |                 |                 |                 |

## Qualifications

### Deuxième tour - Groupe 1
| Rang | Équipe   | Pts | J | G | N | P | Bp | Bc | Diff |  | Résultats (▼ dom., ► ext.) |     |     |     |     |
| ---- | -------- | --- | - | - | - | - | -- | -- | ---- |  | -------------------------- | --- | --- | --- | --- |
| 1    | Cameroun | 16  | 6 | 5 | 1 | 0 | 14 | 2  | +12  |  | Cameroun                   |     | 2-0 | 2-1 | 5-0 |
| 2    | Cap-Vert | 9   | 6 | 3 | 0 | 3 | 7  | 8  | -1   |  | Cap-Vert                   | 1-2 |     | 1-0 | 3-1 |
| 3    | Tanzanie | 8   | 6 | 2 | 2 | 2 | 9  | 6  | +3   |  | Tanzanie                   | 0-0 | 3-1 |     | 1-1 |
| 4    | Maurice  | 1   | 6 | 0 | 1 | 5 | 3  | 17 | -14  |  | Maurice                    | 0-3 | 0-1 | 1-4 |     |

### Troisième tour - Groupe A
| Rang | Équipe   | Pts | J | G | N | P | Bp | Bc | Diff |  | Résultats (▼ dom., ► ext.) |     |     |     |     |
| ---- | -------- | --- | - | - | - | - | -- | -- | ---- |  | -------------------------- | --- | --- | --- | --- |
| 1    | Cameroun | 13  | 6 | 4 | 1 | 1 | 9  | 2  | +7   |  | Cameroun                   |     | 2-1 | 3-0 | 0-0 |
| 2    | Gabon    | 9   | 6 | 3 | 0 | 3 | 9  | 7  | +2   |  | Gabon                      | 0-2 |     | 3-0 | 3-1 |
| 3    | Togo     | 8   | 6 | 2 | 2 | 2 | 3  | 7  | -4   |  | Togo                       | 1-0 | 1-0 |     | 1-1 |
| 4    | Maroc    | 3   | 6 | 0 | 3 | 3 | 3  | 8  | -5   |  | Maroc                      | 0-2 | 1-2 | 0-0 |     |

## Coupe du monde - Groupe E

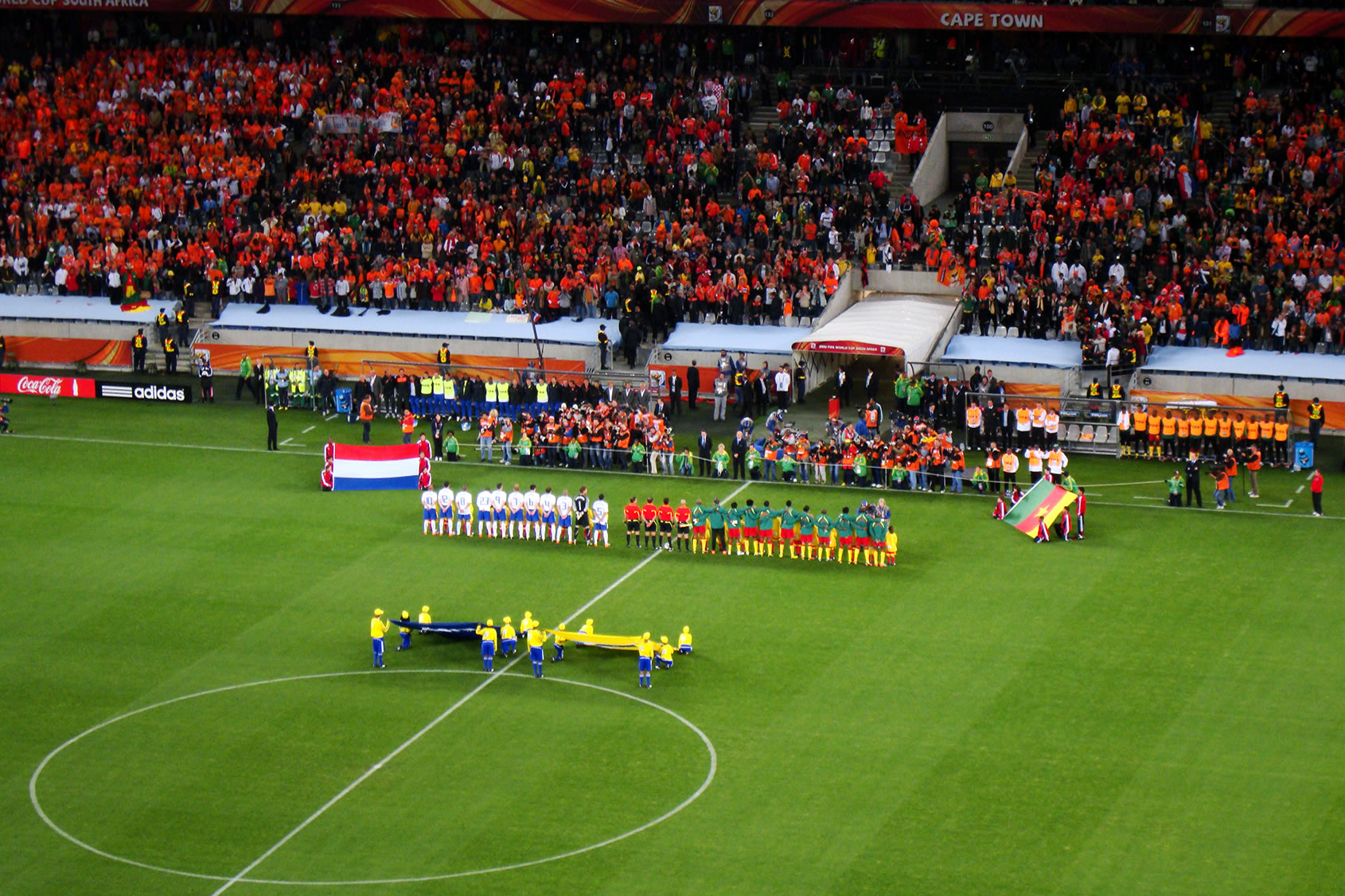
Coupe du monde 2010 Cameroun vs Pays-Bas

| Rang | Équipe   | Pts | J | G | N | P | Bp | Bc | Diff |
| ---- | -------- | --- | - | - | - | - | -- | -- | ---- |
| 1    | Pays-Bas | 9   | 3 | 3 | 0 | 0 | 5  | 1  | +4   |
| 2    | Japon    | 6   | 3 | 2 | 0 | 1 | 4  | 2  | +2   |
| 3    | Danemark | 3   | 3 | 1 | 0 | 2 | 3  | 6  | -3   |
| 4    | Cameroun | 0   | 3 | 0 | 0 | 3 | 2  | 5  | -3   |

| 14 juin 2010                            | Japon     | 1–0   | Cameroun | Free State Stadium, Bloemfontein                      |                                                       |
| 16:00 UTC+2 · Historique des rencontres | Honda 39e | (1–0) |          | Spectateurs : 30 620 Arbitrage : Olegário Benquerença | Spectateurs : 30 620 Arbitrage : Olegário Benquerença |
| 16:00 UTC+2 · Historique des rencontres | Rapport   |       |          | Spectateurs : 30 620 Arbitrage : Olegário Benquerença | Spectateurs : 30 620 Arbitrage : Olegário Benquerença |

| 19 juin 2010                            | Cameroun  | 1–2   | Danemark                     | Loftus Versfeld Stadium, Pretoria                |                                                  |
| 20:30 UTC+2 · Historique des rencontres | Eto'o 10e | (1–1) | Bendtner 33e · Rommedahl 61e | Spectateurs : 38 704 Arbitrage : Jorge Larrionda | Spectateurs : 38 704 Arbitrage : Jorge Larrionda |

| 24 juin 2010                            | Cameroun         | 1–2   | Pays-Bas                                 | Green Point Stadium, Le Cap                 |                                             |
| 20:30 UTC+2 · Historique des rencontres | Eto'o 65e (pen.) | (0-1) | Van Persie 36e · Klaas-Jan Huntelaar 84e | Spectateurs : 63 000 Arbitrage : Pablo Pozo | Spectateurs : 63 000 Arbitrage : Pablo Pozo |